# An vorderster Front (1956)
An vorderster Front (Originaltitel: A Hill in Korea) ist ein britischer Kriegsfilm des Regisseurs Julian Amyes aus dem Jahr 1956 nach der gleichnamigen literarischen Vorlage von Max Catto (1953, als Simon Kent). In den Hauptrollen sind George Baker, Stanley Baker, Harry Andrews und Michael Medwin besetzt. Das Filmplakat warb seinerzeit mit den Worten: „Sie fanden den Weg zurück – aber er führte durch die Hölle!“.

## Handlung
Ein umzingelter Spähtrupp der britischen Armee kann während des Koreakrieges unter starken Verlusten der chinesischen Übermacht standhalten.
Ein Spähtrupp unter Führung von Lt. Butler unternimmt eine Patrouille. Zu der kleinen Truppe gehören unter anderem der harte Veteran Sergeant Payne, der leicht psychotische Corporal Ryker und Private Wyatt, ein feiger Funker. Während sie ein kleines Dorf durchsuchen, wird ein Mitglied der Gruppe durch eine versteckte Bombe getötet. Das nimmt Lt. Butler zum Anlass, das Dorf zu verlassen. Auf einer offenen Ebene entdecken sie jedoch eine größere Einheit chinesischer Soldaten, die direkt auf sie zusteuern. Lt. Butler befiehlt Sergeant Payne, gemeinsam mit dem Großteil des Spähtrupps den Rückzug hinter die eigenen Linien anzutreten, während er – gemeinsam mit drei weiteren Mitgliedern der Patrouille – den Rückzug absichert. Zwei Angriffe der chinesischen Einheit können abgewehrt werden, dann entdeckt Lt. Butler, dass Lance Corporal Hodge tot ist. Parallel ist Sergeant Payne der Rückzug nicht geglückt, da der Weg seiner Gruppe von weiteren feindlichen Kräften abgeschnitten wurde.
Die wiedervereinigte Patrouille geht durch das Dorf und einen gewundenen Pfad zu einem isolierten Tempel auf einem Hügel, der auf der anderen Seite mit einer Klippe steil abfällt. Auf dem Weg nach oben wirft Private Wyatt das einzige Funkgerät weg, da er die Mühe scheut, es auf den Hügel zu tragen. Die Männer begegnen einer chinesischen Patrouille, liefern sich ein Feuergefecht mit dieser und verschanzen sich anschließend im Tempel.
Die chinesischen Soldaten wiederum beginnen eine Reihe von Angriffen auf den Tempel, von denen allerdings keiner zum Erfolg führt. Dennoch ist die britische Einheit zum Verbleib gezwungen, da Scharfschützen eine Flucht unmöglich machen. In einer freien Minute finden sie trotz der widrigen Umstände Zeit und Muße, eine Runde Fußball zu spielen. Im Morgengrauen des neuen Tages präpariert der Spähtrupp seine Gewehre mit Bajonetten, um sich mittels dieser einen Fluchtweg zu bahnen. Jedoch gerät die Einheit unter Friendly Fire – Flugzeuge der US-Streitkräfte bombardieren versehentlich den Tempel. In einer zweiten Angriffsrunde attackieren sie dann jedoch die chinesischen Einsatzkräfte.

## Produktion

### Produktionsnotizen, Hintergrund
Produziert wurde der in Surrey in England gedrehte Film von der Produktionsfirma Wessex.
Michael Caine, der hier in einer seiner ersten Rollen überhaupt zu sehen ist – er spricht hier nur eine Zeile Text –, war bei diesem Film auch als Berater tätig, da er als 19-Jähriger in einer britischen Truppe am Koreakrieg teilgenommen hatte. Für Robert Shaw, der in einer tragenden Rolle besetzt ist, war es sein zweiter Film.

### Veröffentlichung
Die Premiere des Films fand am 18. September 1956 in London statt. In Dänemark lief er 1957 an, ebenso in Schweden und Portugal. In der Bundesrepublik Deutschland war er erstmals am 10. Januar 1958 im Kino zu sehen, in Österreich am 21. März 1958, dort auch unter dem Alternativtitel Dreck und Tod in 20 Stunden.
Veröffentlicht wurde der Film zudem 1958 in Hongkong, 1959 in Frankreich und 1961 in der Türkei sowie in Belgien, Kanada, Italien, Rumänien, Spanien. In den USA lief der Film auch unter dem Alternativtitel Hell in Korea.

## Kritik
„Ein realistisch inszenierter Film, dessen scheinbare Kühle und dokumentarische Nähe die reißerischen Härten der Geschichte nicht zu überdecken vermag. Zwar keine Verherrlichung des Krieges, aber auch kaum an der menschlichen Tragödie der Ereignisse interessiert.“

„Nach dem 1953 erschienenen gleichnamigen Roman des britischen Schriftstellers Max Catto inszenierte Regisseur Julian Amyes den ersten britischen Film, der sich sehr realistisch und recht kritisch mit dem Einsatz im Koreakrieg auseinandersetzt.“

historyonfilm.com befand, der Film sei einer der realistischeren über den Koreakrieg, da er ungeschönt Rassismus, die Überzeugung der Soldaten, dass speziell dieser Krieg sinnlos sei, und chinesische Massenangriffe zeige. Auch wenn die Geschichte einer Einheit, die vom Rest der Armee getrennt werde, an sich nicht besonders originell sei, sei der Film aufgrund seines Realismus empfehlenswert.
Zu einem völlig gegenteiligen Urteil kam der Rezensent des spezialisierten Online-Angebots war-movies.info: Die Geschichte sei zwar nicht schlecht, aber es fehle ihr an Originalität – und daher sei der Film zu vernachlässigen.
Laut cinemadailies.com gehört A Hill in Korea zu den 38 besten Kriegsfilmen mit Bezug zu Korea.
Cinema lobte, dem britischen Regisseur Julian Amyes sei es gelungen, „Hochspannung ohne Effektfeuerwerk und mit relativ bescheidenen Mitteln zu erzeugen“. Der Film setze „auf Action und menschliche Dramatik: Ein verzweifeltes Häufchen, angeführt von einem jungen, unerfahrenen Offizier, der hier seine Grenzen kennenlern[e]“. Fazit: „Spannende Action und menschliche Dramatik.“